# Фрейзер, Вилли (футболист)
Вилли Фрейзер (англ. Willie Fraser; 24 февраля 1929, Мельбурн — 7 марта 1996, Керколди, Файф) — шотландский футболист, игравший на позиции вратаря.

## Карьера

### Клубная
Профессиональную карьеру начал в 1946 году в шотландском клубе «Терд Ланарк», за который сыграл 63 матча. В 1950 году перешёл в «Эйрдрионианс», за который играл на протяжении 4 лет. Третьим клубом в карьере Фрейзера стал «Сандерленд», за который дебютировал 20 марта 1954 года в гостевом матче против «Тоттенхэм Хотспур». Всего за 5 лет игры за «чёрных котов» Вилли сыграл в 127 матчах. В 1959 году провёл 2 матча за «Ноттингем Форест», после чего перешёл в «Норт-Шилдс», где завершил карьеру.

### Сборная
Всего Фрейзер за национальную сборную Шотландии провёл 2 матча: оба на домашнем чемпионате Великобритании 1954/55 (против Уэльса и Северной Ирландии).